# Говард, Габриэль
Габриэль Луиза Кэролайн Говард (урождённая Маттеи; 3 октября 1876, Лондон — 18 августа 1930, Генуя) — английский физиолог растений и ресурсовед, выступавшая за органическое земледелие.

## Образование и эксперименты по фотосинтезу
Маттеи родилась в Кенсингтоне в семье немцев, швейцарцев и французов. Она была дочерью музыканта Луизы Генриетты Элизабет Сьюер и комиссионера Карла Германа Эрнста Маттеи. У неё был брат и три младшие сестры, в том числе Луиза Говард. Маттеи училась в Коллегиальной школе для девочек Северного Лондона и Колледже Ньюнхэм в Кембридже, а позже работала ассистенткой Фредерика Блэкмана, проведя значительную работу по изучению клеточного дыхания. Между 1902 и 1905 годами Блэкман и Маттеи пытались определить роль температуры в фотосинтезе и провели первые эксперименты, обнаружив, что фиксация углерода основана на биохимических реакциях, зависящих от температуры. Хотя эксперимент ошибочно известен как реакция Блэкмана, значительная часть работы была проведена Маттеи, и статья 1904 года, переданная Королевскому обществу Фрэнсисом Дарвином, носит только её имя.

## Сельскохозяйственные исследования
В 1905 году она вышла замуж за Альберта Говарда, имперского экономического ботаника правительства Индии. Пара неизменно проводила свои исследования вместе и вскоре стала известна как «индийские Сидней и Беатрис Вебб». В 1913 году Габриэль Говард стала вторым имперским экономическим ботаником в правительстве Индии. Между 1905 и 1924 годами Говарды проводили исследования таких культур, как хлопок и пшеница, на своей экспериментальной станции в Пусе, а с 1912 по 1919 год управляли экспериментальной станцией по выращиванию фруктов в Кветте. Они утверждали, что растения следует изучать в контексте их среды обитания и что пища, выращенная на богатой гумусом почве, будет полезна для здоровья. Начиная с 1924 года они руководили планированием и строительством Института растениеводства в Индауре. Габриэль внезапно умерла в Генуе незадолго до запланированного выхода на пенсию и возвращения в Англию. В следующем году её вдовец женился на её сестре Луизе. Ни в одном браке не было детей.

## Публикации
- Matthaei, G. L. C (1907), Experimental researches on vegetable assimilation and respiration, Philosophical Transactions of the Royal Society of London, 2: 47, doi:10.1098/rstb.1905.0005
- Howard, Albert; Howard, Gabrielle L. C. (1907), Note on Immune Wheats, The Journal of Agricultural Science, 2 (3), Cambridge University Press: 278–280, doi:10.1017/S0021859600000575, S2CID 84326599
- Howard, Albert; Howard, Gabrielle L. C.; Khan, Abdur Rahman (1910), The economic significance of natural cross-fertilization in India, India Dept. of Agriculture. Memoirs. Botanical series, vol. III, (No.6) Calcutta: Thacker, Spink & Co.; London: W. Thacker & Co. (Published for the Imperial Department of Agriculture in India; Calcutta). Listing at Open Library
- Howard, Albert; Howard, Gabrielle L. C. (1929), The Development of Indian Agriculture, India of Today, vol. VIII (2nd ed.), London: Humphrey Milford and Oxford University Press, Дата обращения: 9 августа 2010